# A.T.M. ¡A toda máquina!
A.T.M. ¡A toda máquina! o A toda máquina es una película de comedia mexicana de 1951, producida, escrita y dirigida por Ismael Rodríguez, y protagonizada por Pedro Infante, Luis Aguilar, Aurora Segura y Alma Delia Fuentes. Esta película cuenta la historia de dos amigos jóvenes, solteros, además de ser miembros del Escuadrón Motociclístico de Tránsito de la Ciudad de México llamados Pedro Chavéz Pérez y Luis Macías Valadez, quienes protagonizan una relación de amor, odio, llena de enredos, situaciones divertidas y confusiones románticas, todo enmarcado en el ambiente y escenario de la capital mexicana de la mitad del siglo XX. La película fue seguida por una secuela lanzada el mismo año, titulada ¿Qué te ha dado esa mujer? (junto a las tres actrices, Carmen Montejo, Rosita Arenas y Gloria Mange).

## Argumento
Pedro Chávez es un vagabundo que busca rehacer su vida mientras Luis Macías busca un amigo sincero, ambos se conocen en una prueba de motociclismo para ingresar a la academia de tránsito. Luis como participante y Pedro como simple espectador.
Luis decide dar una oportunidad al vagabundo a pesar de que tantas veces se han aprovechado de él robándolo. Luego de comenzar a vivir juntos, Luis consigue entrar al escuadrón por haber sido quien obtuviera la mejor puntuación en la prueba, Pedro quiere unirse también y con una muestra de determinación a la vez que desvergüenza lo consigue.
A partir de ahí los enredos no se hacen esperar pues resulta que Pedro también es un experto motociclista y comienzan a competir por el puesto de comandante que será otorgado a quien gane en el gran evento que se celebrará en la plaza México unas semanas más tarde, la competencia entre estos dos no se limita al trabajo y se refleja en todos los aspectos de su vida por lo que su convivencia se convierte en un verdadero desastre.
Por si eso fuera poco, Pedro Infante lleva una «maldición» desde la infancia por lo que le lleva desgracias a cualquier persona a quien demuestre su afecto, así sea un perro, una maestra o una mujer (de hecho estuvo en cárcel por haber admitido que «por su culpa» asesinaron a una mujer al demostrarle Pedro su afecto).
A pesar de buscar ambos a un amigo sincero las desventuras de la vida los ha hecho desconfiados y quisquillosos, continuamente ponen a prueba la amistad del otro haciéndole alguna travesura para que a continuación el otro quiera desquitarse por lo cual "se la deben y se la pagan" continuamente.
Finalmente llega el día del evento para el escuadrón y ambos comienzan a romper continuamente el programa intentando superar al otro realizando suertes no programadas, dado que este pique pone en peligro el evento ambos son castigados y suspendidos. A pesar de ello ambos deciden simultáneamente ejecutar el evento de la tarde: la suerte de "la casa en llamas" que consiste en atravesar una casa de madera en fuego, encienden su motocicleta y se lanzan al túnel intentando ganar el paso al otro, al momento de entrar a la casa en llamas, esta explota y ambos son llevados en ambulancia al hospital.
Estando ambos gravemente heridos se sinceran y confiesan que tantas muestras de odio eran en realidad una amistad, la que ambos habían estado buscando por tanto tiempo, Pedro ofrece su mano a Luis justo a tiempo para que la ambulancia que lleva a ambos choque, a pesar de lo aparatoso del accidente los dos sobreviven y haciendo caso omiso de la maldición de Pedro, vuelven a darse la mano.

## Recepción
Este filme ocupa el lugar 55 dentro de la lista de las 100 mejores películas del cine mexicano, según la opinión de 25 críticos y especialistas del cine en México, publicada por la revista Somos en julio de 1994.

## Elenco
- Pedro Infante como Pedro Chavéz Pérez
- Luis Aguilar como Luis Macías Valadez
- Aurora Segura como Guillermina
- Alma Delia Fuentes como Anita
- Delorice Archer como Gringuita
- Emma Rodríguez como Doña Angustias
- Carlos Valadez como Tarcisio
- Consuelo Pastor como María Luisa
- Amelia Wilhelmy como Chofer anciana
- Pedro de Urdimalas como Locutor
- Ángel Infante como Comandante
- Salvador Quiroz como General.
- Luis Leal Solares como Comandante
- Alfonso Carti como Policía
- Jorge Casanova como Hombre escandaloso
- José Chávez como Esbirro de Pepe
- Manuel de la Vega como Pepe, novio celoso
- Magda Donato como Mrs. Hayworth
- Pedro Elviro como Mendigo
- Ana María Hernández como Clienta de club
- Rogelio 'Frijolitos' Jiménez Pons como Hijo de Doña Angustias
- Myron Levine como Cliente de club
- Blanca Marroquín como Enfermera en ambulancia
- Pepe Martínez como Mayordomo
- Héctor Mateos como Mayordomo en fiesta quinceañera
- Francisco Pando como Invitado
- Carlos Rincón Gallardo como Esposo de Doña Angustias
- Ismael Rodríguez como Hombre cuelga teléfono
- Ángela Rodríguez como Pasajera en carro de Guillermina
- Beatriz Saavedra como Pasajera en carro de Guillermina
- Salvador Terroba como Esbirro de Pepe
- Manuel Trejo Morales como Médico en ambulancia
- Hilda Vera como Invitada